# Episodi di Furia (quinta stagione)
La quinta stagione della serie televisiva Furia è stata trasmessa in anteprima negli Stati Uniti d'America dalla NBC tra il 10 ottobre 1959 e il 19 marzo 1960.
| nº | Titolo originale         | Titolo italiano             | Prima TV USA     | Prima TV Italia |
| -- | ------------------------ | --------------------------- | ---------------- | --------------- |
| 1  | Junior Achievement       |                             | 10 ottobre 1959  |                 |
| 2  | The Big Leaguer          |                             | 17 ottobre 1959  |                 |
| 3  | Trail Drive              |                             | 24 ottobre 1959  |                 |
| 4  | Man-Killer               |                             | 31 ottobre 1959  |                 |
| 5  | Visiting Day             |                             | 7 novembre 1959  |                 |
| 6  | Timber Walker            |                             | 14 novembre 1959 |                 |
| 7  | Turkey Day               |                             | 21 novembre 1959 |                 |
| 8  | The Map                  |                             | 28 novembre 1959 |                 |
| 9  | The Rocketeers           |                             | 5 dicembre 1959  |                 |
| 10 | The Fort                 |                             | 12 dicembre 1959 |                 |
| 11 | The Vanishing Blacksmith |                             | 19 dicembre 1959 |                 |
| 12 | The Big Brothers         |                             | 26 dicembre 1959 |                 |
| 13 | Packy, the Lion Tamer    | Packy, il domatore di leoni | 2 gennaio 1960   |                 |
| 14 | Private Eyes             |                             | 9 gennaio 1960   |                 |
| 15 | The Witch                |                             | 16 gennaio 1960  |                 |
| 16 | Gymkhana                 |                             | 23 gennaio 1960  |                 |
| 17 | A Present for Packy      |                             | 30 gennaio 1960  |                 |
| 18 | Trottin' Horse           |                             | 6 febbraio 1960  |                 |
| 19 | Packy's Dilemma          |                             | 13 febbraio 1960 |                 |
| 20 | Gaucho                   |                             | 20 febbraio 1960 |                 |
| 21 | The Skin Divers          |                             | 27 febbraio 1960 |                 |
| 22 | Packy's Dream            |                             | 19 marzo 1960    |                 |